# CL (rapper)
CL, pseudonimo di Lee Chae-rin (이채린?, 李彩麟?, I Chae-rinLR, I Ch'ae-rinMR; Seul, 26 febbraio 1991), è una rapper e cantautrice sudcoreana.
Nata a Seul, Corea del Sud, ha trascorso gran parte della sua vita in Giappone e in Francia. CL si è formata presso la JYP Entertainment prima di unirsi alla YG Entertainment all'età di quindici anni e ha debuttato come membro del gruppo femminile 2NE1 nel 2009. Dopo che il suo gruppo si è preso una pausa, CL ha intrapreso la sua carriera da solista negli Stati Uniti nel 2015. Nel 2016, le 2NE1 si sono sciolte ufficialmente e CL è rimasta una cantante solista sotto la YG Ent fino alla scadenza del suo contratto a novembre 2019.

## Biografia
CL è nata a Seul, in Corea del Sud, ma ha passato gran parte della sua infanzia a Parigi, Tsukuba e Tokyo. A 13 anni si è trasferita a Parigi da sola, dove ha studiato per due anni. Lee ha fatto un provino con per la YG Entertainment quando aveva 15 anni, dove portò Intro (Hot Issue) dei Big Bang. Nello stesso anno Lee si è esibita per la prima volta sul palco del Gayo Daejeon di Seul insieme ai suoi colleghi della compagnia. La sua prima apparizione accreditata in una canzone risale al 2008, con DJ di Uhm Jung-hwa, in cui rappa.

## Carriera

### 2009-2013: debutto con le 2NE1 e attività solista
Lee ha assunto il nome d'arte "CL" ed è stata inserita come leader e rapper principale delle 2NE1, al fianco di Park Bom, Park Sandara e Minzy. Il gruppo ha poi collaborato con i compagni di etichetta Big Bang per la canzone Lollipop prima di debuttare ufficialmente. Le 2NE1 hanno ottenuto un successo significativo con il primo singolo I Do not Care dal loro primo EP, 2NE1, vincendo anche il premio "Song of the Year" ai Mnet Asian Music Awards 2009, diventando così il primo gruppo a vincere un daesang nello stesso anno del debutto.

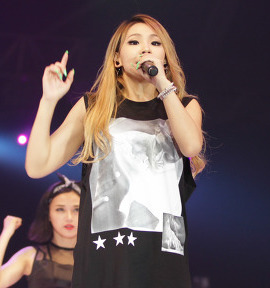
CL nel 2013

Nell'agosto 2009, ha collaborato con i suoi compagni della sua casa discografica, G-Dragon, per il singolo The Leaders, presente nel primo album solista di G-Dragon, Heartbreaker e ha collaborato anche con Teddy Park dei 1TYM. Lo stesso mese, dopo che il gruppo ha terminato con le promozioni I Do not Care, CL ha collaborato con Minzy per Please Do not Go, che ha segnato il numero sei nella Circle Chart entro la fine di novembre. Il suo primo singolo da solista, The Baddest Female, è stato pubblicato il 28 maggio 2013. Per il secondo album delle 2NE1 Crush, CL ha scritto i testi e ha co-composto la musica per i brani Crush, If I Were You e Baby I Miss You. Ha anche scritto i testi per il suo brano solista MTBD, così come il brano Scream.

### 2014-2018: debutto negli Stati Uniti
Nell'ottobre 2014 è stato annunciato che l'anno seguente CL stava per debuttare come artista solista negli Stati Uniti, collaborando con Scooter Braun come suo manager. Nel maggio 2015, ha partecipato al singolo Doctor Pepper di Diplo, insieme a Riff Raff e OG Maco. Nel novembre 2015, CL ha pubblicato il suo primo singolo Hello Bitches, singolo del suo EP Lifted. Ha partecipato anche al singolo Daddy del compagno di etichetta Psy. La canzone ha debuttato alla posizione numero 97 della Billboard Hot 100, guadagnando la sua prima entrata in classifica.
Il singolo principale del suo EP, Lifted è stato pubblicato il 19 agosto 2016. La canzone è apparsa nella Top 30 Hip-Hop / Rap di iTunes entro tre ore dalla pubblicazione, al ventunesimo posto. Il brano incorpora campionamenti di Method Man, brano del 1993 del Wu-Tang Clan, con lo stesso rapper che appare nel video musicale di accompagnamento. Lifted ha raggiunto la posizione nomero 94 della Billboard Hot 100, conquistando la sua prima posizione come artista solista e la seconda in assoluto, e diventando la prima artista solista sudcoreana a comparire nella classifica. Il 29 ottobre 2016, CL ha dato il via al suo primo tour in Nord America, l'Hello Bitches Tour, nella Hammerstein Ballroom di New York, e si è concluso a Toronto il 14 novembre.

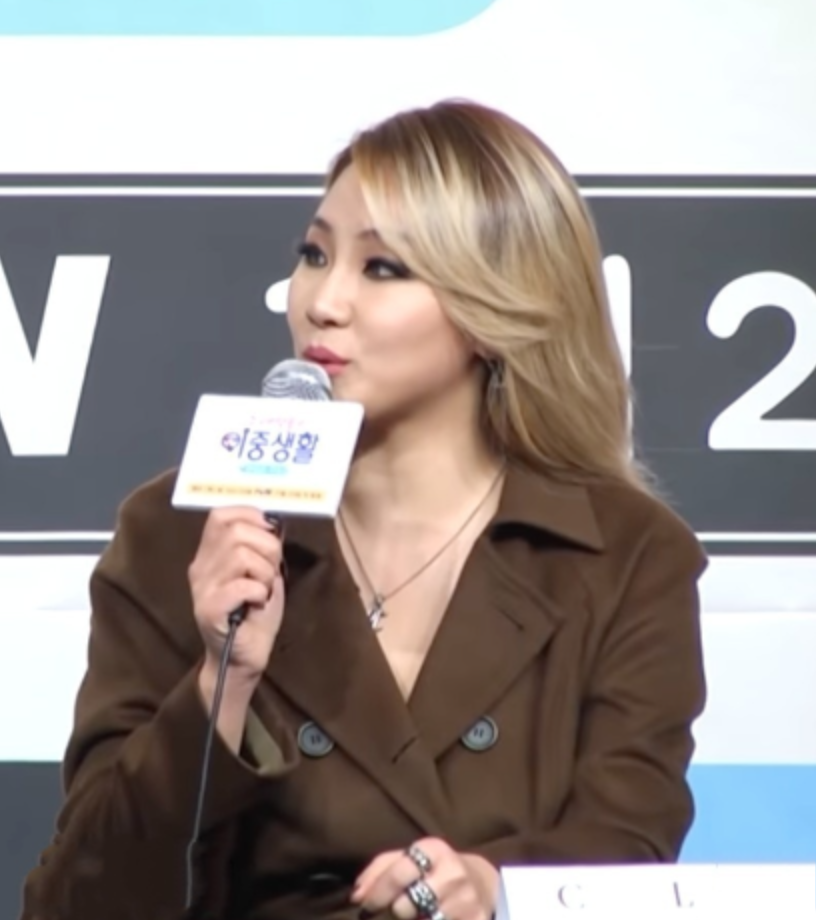
CL nel 2017

Insieme a Shaiana, ha collaborato nel brano Surrender di Lil Yachty, brano esclusivo dell'edizione Target deluxe del suo album Teenage Emotions, pubblicato il 26 maggio 2017. CL ha anche registrato un singolo originale intitolato No Better Feelin per la colonna sonora di My Little Pony: The Movie, pubblicata il 22 settembre 2017. Il 4 gennaio 2018 è stata scelta per fare il suo debutto a Hollywood come attrice nel film di Peter Berg, Red Zone - 22 miglia di fuoco, con Mark Wahlberg. Il 25 febbraio 2018 CL si è esibita alla cerimonia di chiusura delle Olimpiadi invernali 2018 allo Stadio Olimpico di Pyeongchang, esibendosi con The Baddest Female e I Am the Best. Alla cerimonia di chiusura, ha incontrato il presidente della Corea del Sud Moon Jae-in, la First Lady, Kim Jung-sook, gli EXO, e la prima figlia del presidente americano Trump, Ivanka Trump. Nel luglio dello stesso anno, il canale YouTube delle Olimpiadi ha inserito l'esibizione di CL nella lista delle 10 migliori esibizioni olimpiche di musica dal vivo di tutti i tempi, classificandola alla posizione numero 8. In ottobre, CL ha collaborato con i Black Eyed Peas per il brano Dopeness e il relativo video musicale.

### 2019-presente: abbandono dalla YG Entertainment,In the Name of LoveeAlpha
L'8 novembre 2019, YG Entertainment ha annunciato che CL non ha rinnovato il suo contratto con la compagnia. Il 4 dicembre, CL ha iniziato a pubblicare nuova musica dal suo EP solista In the Name of Love, iniziando con le canzoni +DONE161201 + e +REWIND170205+. Il 12 settembre 2020, CL ha annunciato di essere al lavoro su un nuovo album che sarebbe stato pubblicato nel corso dell'anno. Due giorni dopo, ha pubblicato il video musicale della canzone Post Up, che sarebbe servita come traccia introduttiva del suo prossimo album. Il 29 ottobre ha pubblicato due singoli, Hwa e 5 Star, scritti dall'ex compagno di etichetta Tablo. Allo stesso tempo, CL ha annunciato che il suo primo album completo Alpha sarebbe stato pubblicato il 30 novembre. Tuttavia, il 16 novembre ha annunciato di aver deciso di rimandare l'uscita dell'album all'inizio del 2021, affermando che durante la preparazione dell'album aveva sviluppato nuove idee.
Il 26 febbraio 2021, CL pubblica Wish You Were Here, che coincide con il suo 30° compleanno, rilasciato come tributo alla madre che era morta pochi giorni prima, il 10 febbraio, a causa di un attacco di cuore. Il 16 giugno CL è apparsa nel primo episodio della seconda stagione della serie televisiva Dave, dove ha interpretato il ruolo di sé stessa che collabora con il rapper Lil Dicky mentre aspira a conquistare l'industria del K-pop. Il 10 luglio 2021, CL ha firmato un contratto di management domestico con Konnect Entertainment per gestire le sue attività in Corea. Due settimane dopo, le pubblicazioni nazionali hanno riferito che CL avrebbe fatto il suo ritorno a metà agosto. Successivamente è stato annunciato che CL avrebbe pubblicato il suo album in studio di debutto Alpha il 20 ottobre 2021. Il 13 settembre è stata riconosciuta come la prima artista femminile K-pop a partecipare al Met Gala insieme a Rosé delle Blackpink, indossando un abito in denim personalizzato ispirato agli hanbok e disegnato da Alexander Wang. Quattro giorni dopo, CL ha annunciato che il secondo singolo digitale di Alpha, Lover Like Me, sarebbe stato pubblicato il 29 settembre. Il 2 giugno 2022, CL ha fatto il suo debutto come doppiatrice con il ruolo di Shaki L per l'animazione Baby Shark's Big Show!. CL è stata protagonista del Tiger Remix Festival di Ho Chi Minh City, in Vietnam, la notte di Capodanno del 2023, che ha attirato un pubblico di 100.000 persone.

## Stile musicale e influenze
CL cita il leader di 1TYM, Teddy Park, che ha prodotto gran parte della musica per le 2NE1, come influenza e ispirazione. Inoltre, ha attribuito a Madonna, Queen e Lauryn Hill il ruolo di modelli per i loro stili unici e la loro influenza, oltre che per i loro livelli di originalità. La sua discografia è composta principalmente da stili hip hop, dance ed elettronici, oltre a integrare una varietà di altri generi. Il suo singolo di debutto da solista, The Baddest Female, del 2013, è stato definito "un massaggio all'ego sferragliante che si rifà all'hip-hop di Atlanta", che combina elementi techno e dance con la frase ad effetto "Now do the unnie". Il brano salta da un ritmo hip-hop a un accumulo di elettronica fino al breakdown dubstep durante il bridge. Il suo brano successivo da solista, MTBD, è stato incluso nel secondo album in studio delle 2NE1 Crush, e fonde i generi EDM, hip-pop e bubblegum trap su un ritmo di batteria teso, bassi e un suono di synth unico. Billboard ha dichiarato che: "Il ritmo era trendy ma fresco, impiegando breakdown di ispirazione trap" e mettendo in evidenza il suo "stile rap e canoro feroce e giocoso". Fuse TV ha paragonato il brano agli stili musicali di Turn Down for What di DJ Snake e ha considerato MTBD una versione migliorata del brano.
CL ha continuato a perseguire stili hip-hop ed elettronici con l'uscita di Hello Bitches nel 2015, che presentava strumentazioni di sintetizzatori, una pesante bassline 808 e un forte ritmo trap hip-hop come asse principale. Il suo singolo in lingua inglese del 2016 Lifted, ha segnato il suo ingresso nella reggae fusion ed è stato caratterizzato come un brano tropical hip-hop ventilato e relativamente minimale. Dopo un periodo d'inattività, CL ha pubblicato l'EP In the Name of Love nel dicembre 2019. Contenente sei tracce, Billboard ha notato che l'artista all'interno del progetto "[condivide] un po' di sé stessa e del suo passato, attraverso le sue melodie riflessive". Stilisticamente, il disco esplora una varietà di generi musicali, dall'R&B al rap e alla tropical dance. Nell'ottobre 2020, CL ha pubblicato il brano Hwa, che fa riferimento al fiore nazionale della Corea del Sud. Rolling Stone ha commentato che "l'abilità di CL nel rappare è in piena mostra", mentre lei cavalca una "linea di basso rimbombante e rullanti scattanti". La canzone riflette la sua individualità, facendo riferimento ai temi del fuoco, della ricchezza, dei fiori e del cambiamento. Nel brano 5 Star, contrasta gli stili di Hwa con i suoi testi pieni d'amore e incanala un'atmosfera più pop.

## Immagine pubblica e impatto
(Hae Joo Kim, esperto di K-pop e assistente alla cattedra di musica professionale del Berklee College of Music)
Anomalia nella scena K-pop mainstream, come descrive il The Guardian, CL è stata definita "una personalità audace e sfacciata in un mondo di uniformità patinata". Notata per essersi discostata dagli stereotipi nel corso della sua carriera, Jeff Benjamin della rivista Billboard ha dichiarato che "ha una mentalità più impavida quando si tratta della sua carriera che non si vede nella maggior parte delle star del K-pop". Per quanto riguarda le sue esibizioni dal vivo, Tamar Herman della stessa pubblicazione afferma che lei "domina palco dopo palco con la sua presenza carismatica". Owen Meyers ha evidenziato il suo carattere carismatico e ha affermato che lei "ha contribuito a spianare la strada per l'esplosione del K-pop". In un'intervista alla CNN durante la New York Fashion Week 2016, lo stilista Jeremy Scott ha aggiunto: "Vado in giro per il mondo, ho visto i suoi fan in Cile, in Brasile, ovviamente in tutta l'Europa. [...] Non è solo un fenomeno coreano o asiatico, è davvero una superstar globale".
Acclamata come "regina dello stile" in Corea del Sud da Dazed, l'influenza di CL va oltre la musica e si estende all'industria della moda. Considerata un'icona di stile e una figura di spicco del settore della moda, è nota per aver sperimentato una varietà di tendenze e stili nel corso della sua carriera. Ha rapporti con diversi stilisti di fama internazionale, tra cui Jeremy Scott, Marc Jacobs e Karl Lagerfeld e viene spesso vista indossare e partecipare a eventi di case di moda come Chanel, Saint Laurent, Fendi, Moschino, Givenchy, Balmain e Alexander McQueen.  La rivista Vogue ha definito la sua "affinità per gli abiti chiassosi e più grandi della vita”, una "gatta da pelare per i fotografi durante la Settimana della Moda". Spesso combinando abiti di case di moda di lusso e streetwear, la rivista ha dichiarato che "mentre la maggior parte dei partecipanti alla prima fila si presenta con qualcosa del marchio corrispondente", CL sceglie "qualcosa che completa non solo l'estetica della casa, ma che incapsula perfettamente la sua reputazione di donna cattiva". Il suo stile personale è stato descritto come simile a un'estetica da maschiaccio, che incorpora comunemente stivali, giacche da motociclista e berretti sportivi con i preferiti della moda maschile giovane come Nasir Mazhar, Astrid Andersen e Sam MC.

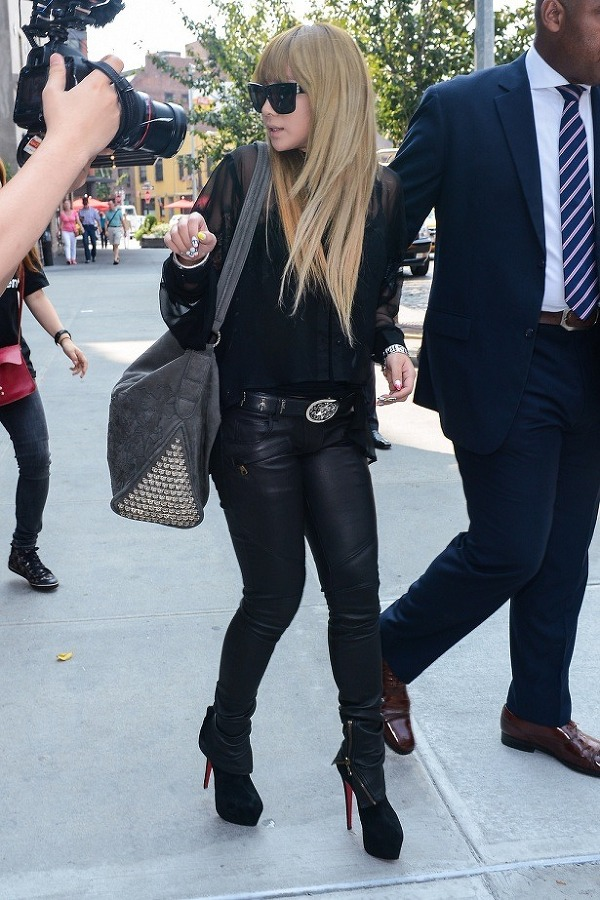
CL nel 2012

CL è apparsa in copertina per numerose riviste di moda in Corea del Sud e all'estero, tra cui Paper, W, Elle, Vogue, Rolling Stone, Marie Claire, Dazed, Cosmopolitan e Allure. CL è stata la prima artista sudcoreana a occupare una copertina di una rivista americana e la prima cantante ad apparire su una copertina di Elle Korea. Daisy Jones di Dazed ha dichiarato che "il suo status di fashion si estende ben oltre una valanga di etichette e nomi di stilisti: come Rihanna, è una che rischia senza sforzo, con lo sguardo rivolto al futuro". In un'intervista rilasciata a I-D nel 2015, CL ha spiegato come la moda abbia influenzato la sua carriera: "La moda e la musica sono collegate poiché entrambe sono espressioni. Amo esibirmi ed esprimermi per ispirare le persone. Ecco perché la moda è una grande ispirazione per me".
Presente nel sondaggio dei lettori della rivista Time sulle persone più influenti del mondo per due anni consecutivi, CL si è classificata al secondo posto nel 2015 (dietro solo a Vladimir Putin) e al 25° posto nel 2016. È diventata la prima idol femminile del K-pop a comparire nella lista delle 100 persone influenti nella moda stilata da Hypebeast e nella BoF 500 fashion industry power list, che ha definito CL una "forza della natura sudcoreana" e la "regina dell'hip-hop" della scena K-pop, che è stata "musa di numerosi stilisti". Il Trunk Club di Nordstrom l'ha inclusa nella loro lista delle 15 icone femminili più eleganti in tutto il mondo che hanno cambiato la moda nella storia recente, e la considera una delle più grandi icone dello stile femminile nel K-pop. Nell'aprile 2019, CL è stata inserita dalla rivista Forbes tra le 30 celebrità asiatiche under 30 più influenti nel campo dell'intrattenimento e dello sport. In riconoscimento della sua presenza scenica e della sua dualità, nell'ottobre 2019 The Guardian l'ha classificata come il 19° miglior membro di un girl group di tutti i tempi, ed è stata solo una delle due artiste coreane a essere menzionata. È stata definita “regina del K-pop” da pubblicazioni internazionali come France 24, Rolling Stone e Billboard, così come "first lady del pop dell'Asia" da Dazed. Nel marzo 2021, è stata l'unica musicista coreana selezionata come parte della campagna di Google per il Mese della Storia delle Donne, attribuendo al suo colore unico e al suo "ruolo nel preannunciare l'inizio dell'età d'oro del K-pop". Nel 2022, CL è stata scelta come donna dell'anno da GQ Korea.
Tra gli artisti che l'hanno citata come influenza o ispirazione ci sono Annie Moon degli AllDay Project, Lisa delle Blackpink, Hyunjin delle Loona, Jeon So-yeon delle (G)I-dle, Chungha, Giselle delle Aespa, SinB delle GFriend, Jinny delle Secret Number, Hyeongshin delle Hot Issue, Lorde, Moon Sua delle Billie, Exy delle Cosmic Girls e Jiho delle Oh My Girl. Yuji e Haeun delle 3YE e Choi Yoo-jung hanno dichiarato di aver studiato le performance e le espressioni di CL mentre si esercitavano a recitare. Ai Giochi olimpici invernali del 2018, la medaglia d'oro di snowboard statunitense-coreana Chloe Kim ha dichiarato di ascoltare le canzoni di CL prima di gareggiare.

## Altre attività

### Approvazioni
Come leader delle 2NE1, CL è apparsa in una serie di spot e pubblicità per vari marchi importanti, tra cui Nikon, Intel, Samsung e LG. Oltre alle sponsorizzazioni di gruppo, CL ha partecipato come modella per la campagna "Vision of Beauties" dell'azienda di cosmetici di lusso Lancôme nel 2011. L'anno successivo è apparsa al fianco dell'attore Lee Dong-wook nella pubblicità della birra Cass Light, un'azienda che ha attirato l'attenzione con i suoi spot televisivi, e ha visto la coppia impegnata in una "Cyber Dance Battle" in un ambiente a tema spaziale e artico. Nel 2014, CL ha ottenuto contratti di sponsorizzazione con Glacéau's Vitamin Water e KGB Lemon Vodka, apparendo successivamente insieme alla compagna di band Minzy e ai Winner nella campagna pubblicitaria #allinfordance di Adidas. Nel febbraio dello stesso anno, CL è stata nominata volto di Maybelline New York e successivamente è apparsa in diversi spot pubblicitari per i suoi prodotti cosmetici. Il suo endorsement del mascara Magnum Volume Express ha visto presto un significativo aumento delle vendite, triplicate rispetto all'anno precedente, ed è diventato noto come il "CL mascara".
Nel 2017 si è unita a personaggi del calibro di Karlie Kloss, Candace Parker e Hannah Bronfman nel movimento "Here to Create" di Adidas; un funzionario dell'azienda ha citato la sua rappresentazione della creatività e dell'ispirazione come motivo della sua selezione. In aprile, CL è stata presentata come testimonial del produttore di valigie di fascia alta Tumi nell'ambito della campagna Global Citizen, in cui sono stati selezionati diversi personaggi influenti di vari settori come cittadini globali. Per la campagna si è recata a Chefchaouen, in Marocco, come testimonial della collezione 19 Degree del marchio.
Con l'apparizione come modella pubblicitaria per Taco Bell nel febbraio 2021, CL è diventata la prima artista solista femminile della Corea del Sud a comparire in uno spot televisivo negli Stati Uniti. A maggio, CL è diventata il volto della campagna "Play New" di Nike Korea, mentre Johnnie Walker l'ha presentata come ambasciatrice globale della campagna "Keep Walking" del marchio, nell'ambito del suo lancio in Corea e in altri mercati asiatici il mese successivo. Nel 2022, Coca-Cola Korea l'ha scelta come testimonial per il Dr Pepper.

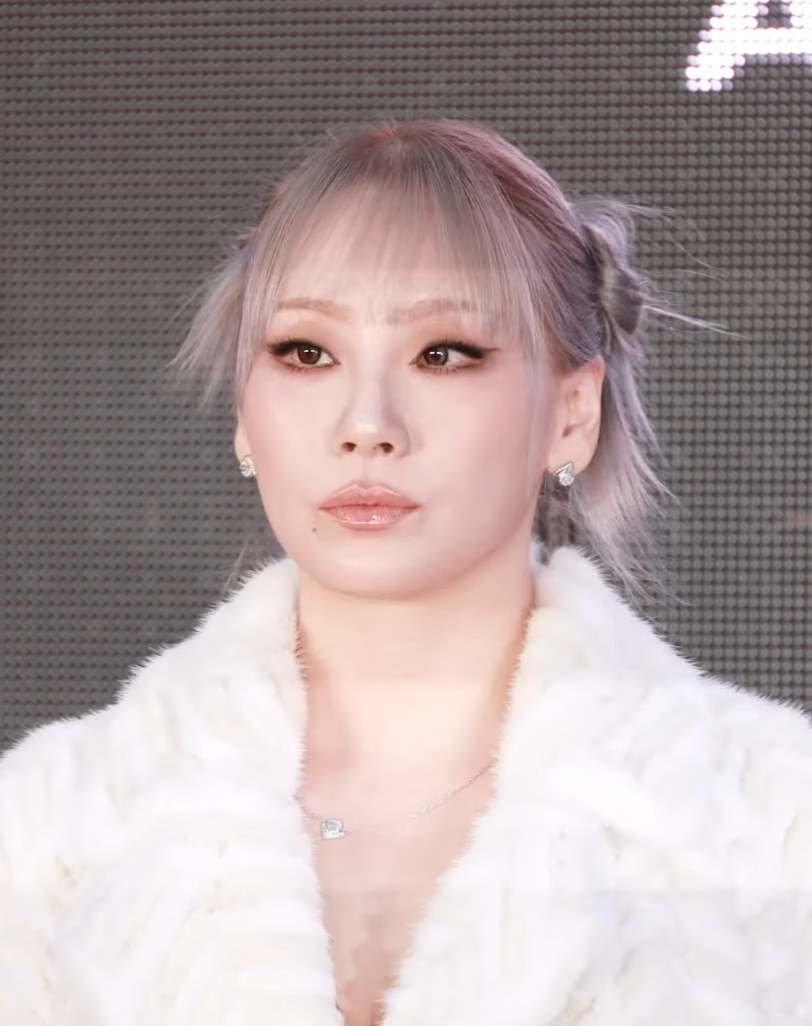
CL agli Elle Style Awards nel 2024

### Moda
Nel 2013, il direttore di Moschino Jeremy Scott ha scelto CL come una delle sue muse, in quanto "una delle ragazze più focose uscite da Seul". Grazie alla sua influenza in Asia, nel 2014 CL ha collaborato con i marchi di moda di lusso Kenzo e On Pedder. Mentre era in tournée con le 2NE1, CL ha partecipato a un evento promozionale e a un firmacopie per la collaborazione presso il flagship store di On Pedder a Hong Kong. Nel luglio dello stesso anno, CL è stata nominata musa del marchio di alta gamma Hazzys, che ha definito il suo carisma, il suo stile trendy e il suo fascino tra i ventenni e i trentenni un'ottima soluzione per l'immagine moderna del marchio. Nel 2016, CL è diventata una musa per Alexander Wang; Monica Kim di Vogue l'ha ritenuta un esempio di "approccio non apologetico alla vita” e di una “visione impavida dei capelli e del trucco che celebra l'individualità".
Nel gennaio 2020, CL è diventata la prima ambasciatrice coreana del marchio Ivy Park, una linea di moda athleisure di proprietà di Beyoncé, ed è apparsa al fianco della cantante negli scatti promozionali per la collezione Ivy Park x Adidas del marchio. Nel giugno 2021, CL ha collaborato con lo stilista francese di alta moda Jean Paul Gaultier in un servizio fotografico per il numero di luglio di W Korea, dove ha trasportato direttamente la sua collezione in Corea per CL. L'abito indossato per la performance al We The Fest del 2022, disegnato da Harry Halim, è stato poi esposto nella mostra di moda contemporanea del Museo delle Civiltà Asiatiche di Singapore. Nel 2024, è diventata la prima artista K-pop a far parte del comitato di esperti del LVMH Grand Prize, unendosi a personaggi come Naomi Campbell, Suzy Menkes, Imran Amed e Hans Ulrich Obrist.

## Discografia

### Da solista

#### Album in studio
- 2021 – Alpha

#### EP
- 2019 – In the Name of Love

#### Singoli
- 2013 – The Baddest Female
- 2015 – Doctor Pepper
- 2015 – Hello Bitches
- 2016 – Lifted
- 2019 – +REWIND170205+
- 2019 – +DONE161201+
- 2019 – +PARADOX171115+
- 2019 – +I QUIT180327+
- 2019 – +ONE AND ONLY180228+
- 2019 – +THNX190519+
- 2020 – +HWA+
- 2020 – +5STAR+
- 2021 – Wish You Were Here
- 2021 – Spicy
- 2021 – Lover Like Me

#### Collaborazioni
- 2007 – Hot Issue (Big Bang feat. CL)
- 2008 – DJ (Uhm Jung-hwa feat. CL)
- 2008 – What (YMGA, YG Family, DJ Wreckx feat. CL)
- 2009 – The Leaders (G-Dragon, Teddy Park feat. CL)
- 2009 – Kiss (Park Sandara feat. CL)
- 2014 – Dirty Vibe (Skrillex, Diplo, G-Dragon feat. CL)
- 2015 – Daddy (Psy feat. CL)
- 2015 – Doctor Pepper (Diplo feat. CL, Riff Raff, OG Maco)
- 2016 – ₩1.000.000 (Okasian feat. G-Dragon, CL, Bewhy)
- 2017 – Surrender (Lil Yachty, Shaiana feat. CL)
- 2018 – Dopeness (Black Eyed Peas feat. CL)
- 2019 – Cut It Up (PKCZ feat. CL, Afrojack)
- 2020 – Looooose Controlla (Kim Ximya feat. CL)
- 2020 – No Blueberries (DPR Ian feat. DPR Live, CL)
- 2021 – Rosario (Epik High feat. Zico, CL)

#### Colonne sonore
- 2017 – No Better Feelin (My Little Pony: The Movie (soundtrack))

### Con le 2NE1
- 2010 – To Anyone
- 2012 – Collection
- 2014 – Crush

## Filmografia

### Cinema
- Girlfriends, regia di Kang Suk-bum (2009)
- Gyeolpeurenjeu, regia di Seok-beom Kang (2009)
- Red Zone - 22 miglia di fuoco (Mile 22), regia di Peter Berg (2018)

## Tournée

### Da solista
- 2016 – Hello Bitches Tour

### Con le 2NE1
- 2011 – The Party in Philippines
- 2011 – Nolza
- 2012 – New Evolution Global Tour
- 2014 – All Or Nothing World Tour

## Riconoscimenti
| Anno | Evento                   | Premio                               | Ricevente            | Risultato       |
| ---- | ------------------------ | ------------------------------------ | -------------------- | --------------- |
| 2013 | Mnet 20's Choice Award   | 20's Style Award                     | CL                   | Vincitore/trice |
| 2013 | Mnet Asian Music Award   | Best Dance Performance – Female Solo | "The Baddest Female" | Vincitore/trice |
| 2013 | Mnet Asian Music Award   | Song of the Year                     | "The Baddest Female" | Candidato/a     |
| 2013 | MYX Philippines          | Hottest Female Star of 2013          | CL                   | Vincitore/trice |
| 2013 | SBS MTV Best of the Best | Best Female Solo                     | CL                   | Candidato/a     |
| 2014 | Seoul Music Award        | Bonsang Awards                       | "The Baddest Female" | Candidato/a     |
| 2014 | Seoul Music Award        | Popularity Awards                    | "The Baddest Female" | Candidato/a     |
| 2014 | YinYueTai V-Chart Award  | Top Female Artist (Korean)           | CL                   | Vincitore/trice |
| 2014 | Style Icon Award         | Top 10 Style Icons                   | CL                   | Candidato/a     |
| 2016 | Style Icon Award         | Top 10 Style Icons                   | CL                   | Candidato/a     |
| 2019 | People's Choice Award    | The Most Inspiring Asian Woman       | CL                   | Vincitore/trice |
| 2019 | Seoul Music Award        | R&B/Hip-Hop Award                    | CL                   | Candidato/a     |